# Klosterkammer Hannover
Die Klosterkammer Hannover mit Sitz in Hannover ist eine Sonderbehörde im Geschäftsbereich des Niedersächsischen Ministeriums für Wissenschaft und Kultur. Sie verwaltet ehemals kirchlichen, mediatisierten Besitz und unterhält Kirchen und Klöster. Außerdem verwaltet sie als Stiftungsorgan vier selbstständige öffentlich-rechtliche Stiftungen. Die Klosterkammer ist eine der ältesten und traditionsreichsten Landesbehörden in Niedersachsen, deren Vorläuferorganisation im 16. Jahrhundert entstand. Sie fördert kirchliche, soziale und schulische Projekte.

## Geschichte

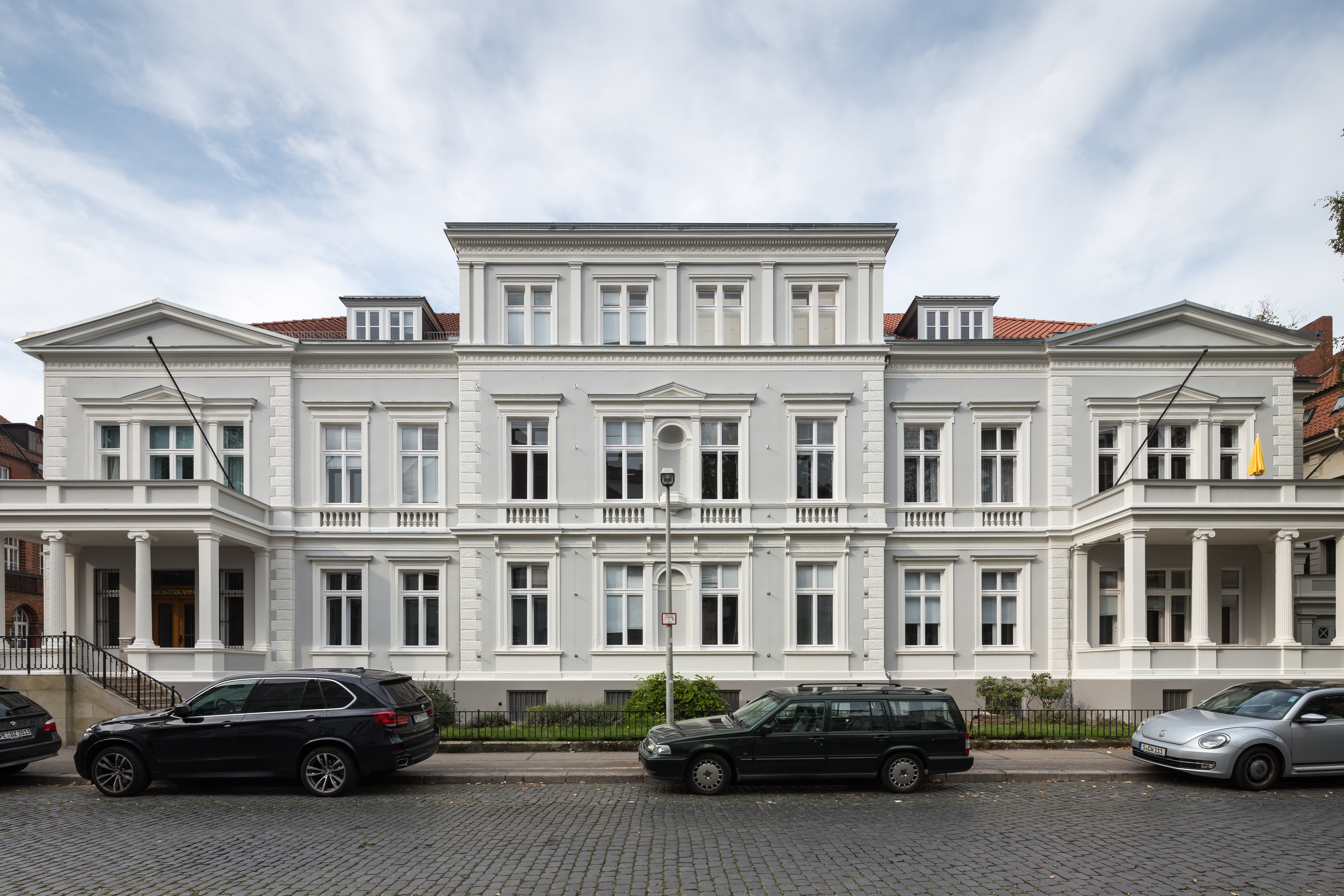
Denkmalgeschützter Hauptsitz der Klosterkammer in Hannover-Oststadt, Fassade zur Uhlemeyerstraße (Aufnahme 2015)

Die Klosterkammer Hannover entstand in der Zeit des landesherrlichen Kirchenregiments, als Staat und Kirche noch institutionell verbunden waren. Ihre Wurzeln hat sie in der Zeit der Reformation im Fürstentum Calenberg-Göttingen um 1542. Damals verfügte die Regentin Elisabeth von Calenberg die Inventarisierung der Urkunden der ehemals katholischen Klöster, die in der Reformation zu evangelischen Damenstiften umgewandelt worden waren. Diese wurde nur in Ansätzen durchgeführt. Nachdem die Regentschaft der Elisabeth von Calenberg aufgrund der Volljährigkeit ihres Sohnes Erich II. 1545 endete, geriet die Reformation der Klöster ins Stocken, da Erich II. zum katholischen Glauben übergetreten war. Erst als nach seinem Tod 1584 das Fürstentum Calenberg-Göttingen im Erbgang an Braunschweig-Wolfenbüttel fiel, wurde unter Herzog Julius das Klosterwesen nach der Wolfenbüttelschen Kirchenordnung von 1569 neu geordnet.
Einen bedeutenden Vermögenszuwachs erfuhr der Allgemeine Hannoversche Klosterfonds (AHK) als Vorläuferorganisation infolge des Reichsdeputationshauptschlusses 1803. Dabei fielen 1815 die geistlichen Territorien Hochstift Hildesheim und Osnabrück an das Königreich Hannover. Das Vermögen der aufgehobenen Klöster wurde nicht vom Staat vereinnahmt, sondern dem Klosterfonds zugeführt. Dieser Vermögenszuwachs war ursächlich für die Errichtung der Klosterkammer Hannover als zentrale Behörde. Prinzregent Georg IV. richtete sie am 8. Mai 1818 zur Verwaltung des ehemaligen Klostervermögens ein. In der Zeit der preußischen Provinz Hannover von 1866 bis 1945 unterstand die Klosterkammer mit eigenem Präsidenten dem Oberpräsidenten der Provinz in Hannover.
Entgegen der Behauptung von Albrecht Stalmann, Kammerpräsident von 1931 bis 1955, war die Klosterkammer in der NS-Zeit kein Hort der politischen Nonkonformität gegenüber der NS-Politik. Eine Mehrheit der höheren Kammerbeamten, inklusive Stalmann selbst, waren Mitglieder der NSDAP, der Behördenalltag war umfassend „nazifiziert“ und mit den Erträgen der Klosterkammer wurden u. a. die Ziele und Maßnahmen der NS-Politik unterstützt. Auf den Klostergütern und in den Forsten der Klosterkammer kam es zu einem umfassenden Einsatz von Zwangsarbeitern. Bei der Verpachtung von Klostergütern wurde die politische Haltung der Pächter zu einem Auswahlkriterium.
Bis heute sind zahlreiche ehemalige Stifts- und Klosterkirchen Niedersachsens im Besitz der Klosterkammer; sie werden von evangelischen und katholischen Kirchengemeinden als Pfarrkirchen genutzt. Ferner umfangreicher Grundbesitz der einstigen Klöster. Dem Präsidenten der Klosterkammer obliegt die Vertretung der zugehörigen Prälaturen auf dem Calenberg-Grubenhagenschen Landtag.

## Verwaltung und Immobilien
Die Klosterkammer hat ihren Sitz in der Oststadt von Hannover (Eichstraße 4), unweit der Hochschule für Musik, Theater und Medien Hannover. Sie verwaltet den Allgemeinen Hannoverschen Klosterfonds (AHK), den Domstrukturfonds Verden, das Stift Ilfeld und den Hospitalfonds St. Benedikti in Lüneburg.
Der Klosterkammer stehen eine Verwaltungs-, eine Liegenschafts- und eine Bauabteilung sowie der Klosterkammerforstbetrieb, der von den Klosterforstämtern in Soltau und Westerhof verwaltet wird, als Landesbetrieb zur Verfügung. Darin sind rund 160 Mitarbeiter tätig, die das umfangreiche Stiftungsvermögen betreuen. Dieses besteht hauptsächlich aus rund 40.000 Hektar Grundbesitz mit Landwirtschafts- und Forstflächen, Kiesgruben, Naturschutz- und Freizeitflächen. Zu drei Vierteln finanziert sich die Klosterkammer aus rund 16.700 Erbbaurechts-Grundstücken - als größte Ausgeberin von Erbbaurechten in Deutschland. Darüber hinaus gehören zur Kammer etwa 800, zumeist unter Denkmalschutz stehende Gebäude, darunter die Calenberger Frauenklöster Barsinghausen, Mariensee, Marienwerder, Wennigsen und Wülfinghausen. Auch etwa 12.000 Kunstwerke gehören zum Besitz.

## Tätigkeit

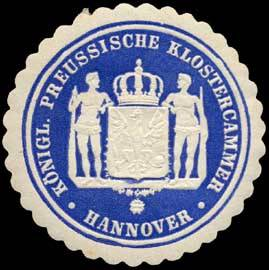
Siegelmarke Königlich Preussische Klostercammer - Hannover

Zu der Verwaltung der vier Stiftungsvermögen durch die Klosterkammer gehört auch die Erfüllung der Leistungsverpflichtungen gegenüber zahlreichen evangelischen und katholischen Kirchengemeinden. Die Leistungsverpflichtungen lasten in den ganz überwiegenden Fällen seit jeher auf den in den Stiftungen, insbesondere im Allgemeinen Hannoverschen Klosterfonds (AHK), zusammengefassten Vermögen. Eine erste Aufstellung findet sich in der Falk’schen Denkschrift von 1877. Ihre Größenordnung ist ganz unterschiedlich. So ist der AHK im Falle der Kirchengemeinde St. Michaelis Lüneburg verpflichtet, die gesamten Kosten der Kirchengemeinde, also alle Personal-, Sach-, Bauunterhaltungskosten zu tragen. In weiteren Fällen trägt der AHK ganz oder teilweise die Pfarrbesoldung, und/oder die Bauunterhaltung von Kirchengebäuden, Pfarrhäusern und Friedhofskapellen. Darüber hinaus leistet er Zuschüsse für Gehälter und Heizungskosten. Aufgrund einer vertraglichen Vereinbarung von 1963/83 mit dem Land Niedersachsen trägt der AHK die Leistungsverpflichtung des Landes Niedersachsen gegenüber den sog. Lüneburger Klöstern, also Damenstiften, Ebstorf, Isenhagen, Lüne, Medingen, Walsrode und Wienhausen. Im Gegenzug wurde der AHK von seiner Leistungsverpflichtung gegenüber der Universität Göttingen freigestellt und der überschießende Anspruch durch die Übertragung von land- und forstwirtschaftlichem Vermögen ausgeglichen. Darüber hinaus berät die Klosterkammer die Damenstifte Bassum, Börstel, Fischbeck und Obernkirchen in Verwaltungs-, Bau- und sonstigen Fachangelegenheiten.
Aus Wirtschaftsüberschüssen der Vermögensverwaltung vergibt die Klosterkammer jährlich Fördermittel in Höhe von mehr als drei Millionen Euro für mehr als 200 Vorhaben entsprechend ihrem kirchlichen, sozialen und schulischen Stiftungszweck für Projekte in Niedersachsen.

## Verwaltete Stifte und Klöster (Auswahl)

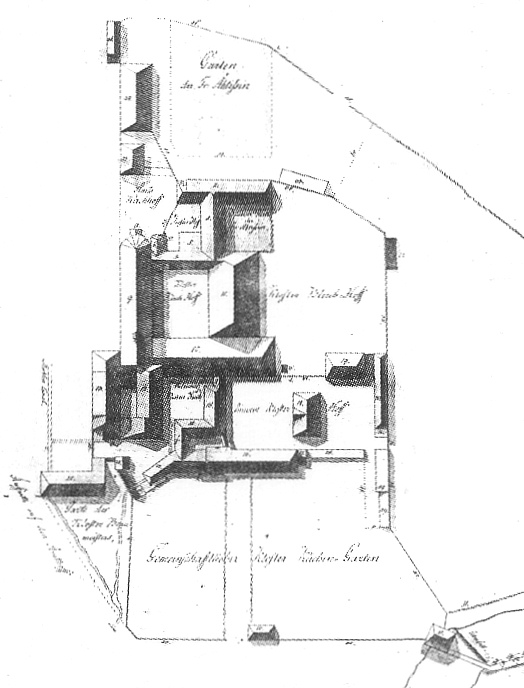
Grundriss von Kloster Lüne um 1800

### Lüneburger Klöster
1. Kloster Lüne
2. Kloster Ebstorf
3. Kloster Isenhagen
4. Kloster Medingen
5. Kloster Walsrode
6. Kloster Wienhausen

### Calenberger Klöster
1. Kloster Barsinghausen
2. Kloster Mariensee
3. Kloster Marienwerder
4. Kloster Wennigsen
5. Kloster Wülfinghausen

### Feldklöster
1. Kloster Grauhof
2. Kloster Riechenberg
3. St. Peter und Paul (Heiningen)
4. Kloster Lamspringe
5. Kloster Wöltingerode

### Sonstige
1. Münsterkirche St. Alexandri (Einbeck)
2. Stift Fischbeck
3. Stift Obernkirchen
4. Stift Börstel
5. Stift Bassum
6. Stift Ilfeld mit der Klosterschule Ilfeld und mehr als 1.500 Hektar Forsten im Kreis Nordhausen in Thüringen
7. Kloster Bursfelde

Zeitweilig war bis 2019 die Übernahme von Schloss Marienburg (Pattensen) in die Klosterkammer geplant; das Schloss befindet sich seit 2020 im Eigentum der privatrechtlichen Stiftung Schloss Marienburg.

## Direktoren und Präsidenten
- Georg von der Wense (1818–1830), Geh. Kammerrat
- Philipp von Lochhausen (1830–1851), Oberklosterrat
- Friedrich Hermann Albert von Wangenheim (1851–1861), Klosterkammerdirektor
- Heinrich Christian Georg Haccius (1862–1874), Klosterkammerdirektor
- Georg Wilhelm Niemeyer (1875–1877), Klosterkammerdirektor
- Louis Sauerhering (1877–1889)
- Walther Herwig (1889–1901)
- Franz Rotzoll (1901–1921)
- Martin Richter (1921–1930)
- Albrecht Stalmann (1931–1955)
- Helmut Bojunga (1955–1958)
- Theodor Parisius (1959–1961)
- Hans Helmut zur Nedden (1961–1968)
- Herbert Weyher (1968–1970)
- Rolf Hauer (1970–1979)
- Axel Freiherr von Campenhausen (1979–1999)
- Martha Jansen (1999–2002)
- 2003 Vakanz
- Sigrid Maier-Knapp-Herbst (2004–2011)[10]
- Hans-Christian Biallas (2011–2022)
- 2023 Thela Wernstedt[11]

## Schriftenreihe
In der Reihe der Kunstführer des Deutschen Kunstverlages erscheinen seit 2009 geheftete Kunst- und Architekturführer im A6-Format mit jeweils ca. 32 Seiten. Sie werden, wie für diese Hefte üblich, vor allem vor Ort in den Kirchen und Einrichtungen angeboten, sind aber auch über den Buchhandel erhältlich. Neben den DKV-Nummern besitzen diese Kunstführer der Klosterkammer Hannover eine separate Nummerierung. Zumeist handelt es sich dabei um Erstveröffentlichungen. Mit dem Kunstführer zum Dom zu Bardowick und zum Kloster Fischbeck wurden jedoch auch bestehende Publikationen in die Reihe eingegliedert.
Veröffentlichungen der Schriftenreihe:
- Wiebrechtshausen (1): Kloster St. Maria zu Wiebrechtshausen, von Thomas Moritz und Gudrun Kleindorf. DKV 640. 2009 (1. Auflage).
- Bursfelde (2): Kloster St. Nikolaus und Thomas zu Bursfelde. Einladung zu einem spirituellen Weg durch die Klosterkirche, von Klaus Dettke. DKV 661. 2009, 2013, 2019 (3. Auflage).
- Hildesheim (3): Die Seifert-Orgel in St. Magdalenen Hildesheim, Redaktion: Christian Pietsch. DKV 662. 2010 (1. Auflage).
- Bardowick (4): Der Dom zu Bardowick, von Urs Boeck, Aufnahmen: Jutta Brüdern. DKV 280. 2010 (11. überarb. Auflage).
- Lamspringe (5): Kloster Lamspringe und der irische Märtyrer Oliver Plunkett, von Axel Christoph Kronenberg. DKV 666. 2010 (1. Auflage).
- Lamspringe (5): The Monastery of Lamspringe an the Irisch martyr Oliver Plunkett, By Axel Christoph Kronenberg. DKV 666. 2013 (1. Auflage).
- Lamspringe (6): Die Wand- und Deckenmalereien von Alfred Ehrhardt in Lamspringe, von Imke Lüders. DKV 674. 2011 (1. Auflage).
- Wöltingerode (7): Klostergut Wöltingerode, von Kirsten Poneß. DKV 650. 2011 (1. Auflage).
- Walsrode (8): Kloster Walsrode, von Dieter Brosius, Aufnahmen: Barbara Böhnecke-Siemers. DKV 670. 2012 (1. Auflage).
- Bardowick (9): Die Schuke-Orgel im Dom zu Bardowick. DKV 675. 2012 (1. Auflage).
- Nikolausberg (10): Klosterkirche Nikolausberg, von Christian Scholl. DKV 676. 2012 (1. Auflage).
- Grauhof (11): Kloster und Klostergut Grauhof, von Kirsten Poneß, Bearb. von Jan-Hinnerk Niewerth. DKV 677. 2012 (1. Auflage).
- Isenhagen (12): Kloster Isenhagen, von Kirsten Poneß. DKV 678. 2013 (1. Auflage).
- Riechenberg (13). Kloster und Klostergut Riechenberg, von Kirsten Poneß, Aufnahmen: Raymond Faure. DKV 679. 2014 (1. Auflage)
- Lüneburg (14): St. Michaelis in Lüneburg von Hansjörg Rümelin. DKV 680. 2015 (1. Auflage).
- Fischbeck (15): Evangelisches Damenstift Fischbeck, von Renate Oldermann, Innenausstattung: Dagmar Köhler, Aufnahmen: Jutta Brüdern. DKV 211. 2015 (9. Auflage)